# Orophryxus shiinoi
Orophryxus shiinoi är en kräftdjursart som beskrevs av Bruce1972. Orophryxus shiinoi ingår i släktet Orophryxus och familjen Bopyridae. Inga underarter finns listade i Catalogue of Life.